# Campari
Campari é um bitter servido como aperitivo obtida pela infusão de sessenta ingredientes, combinados e macerados num malte de água destilada e álcool. É fabricado pelo Grupo Campari, de Milão, Itália.
Seu sabor adocicado em primeiro momento se torna amargo ao degustá-lo. Pode ser saboreado puro ou em drinks, e dependendo da quantidade de gelo usado, seu amargo forte diminui.

## História
Foi inventado pelo italiano Gaspare Campari entre os anos de 1862 e 1867. Ainda hoje o produto tem a mesma composição original, graças à fórmula que foi guardada em segredo por quase 150 anos.
Sua gradação alcoólica pode variar entre 20,5% a 28,5%, dependendo do país onde é vendido.